# Fox Lake (condado de Dodge, Wisconsin)
Fox Lake es un municipio (en inglés, town) ubicado en el condado de Dodge, Wisconsin, Estados Unidos. Según el censo de 2020, tiene una población de 2588 habitantes.
Abarca un área mayoritariamente rural que rodea por completo a la ciudad homónima.

## Geografía
El municipio está ubicado en las coordenadas 43°35′45″N 88°56′5″O / 43.59583, -88.93472 (43.595732, -88.934706). Según la Oficina del Censo de los Estados Unidos, tiene una superficie total de 99.8 km², de la cual 82.1 km² corresponden a tierra firme y 17.7 km² son agua.

## Demografía
Según el censo de 2020, hay 2588 personas residiendo en la zona. La densidad de población es de 31.5 hab./km². El 73.15% de los habitantes son blancos, el 23.07% son afroamericanos, el 0.89% son amerindios, el 1.00% son asiáticos, el 0.58% son de otras razas y el 1.31% son de una mezcla de razas. Del total de la población, el 5.10% son hispanos o latinos de cualquier raza.